# Huanchaca (Caripuyo)
Huanchaca (auch: Huayña Chaca und  Huañachaca) ist eine Ortschaft im Departamento Potosí im südamerikanischen Andenstaat Bolivien.

## Lage im Nahraum
Huanchaca liegt in der Provinz Alonso de Ibáñez und ist zentraler Ort im Cantón Huanchaca im Municipio Caripuyo. Die Ortschaft liegt auf einer Höhe von 3701 m in der Cordillera Azanaques am Ufer des Río Huayña Chaca, der über den Río Huañacoma und den Río Colcha zum Río Chayanta hin fließt und dann über den Río San Pedro zum Río Grande. Die Ortschaft besteht aus den beiden separaten Ortsteilen Huayña Chaca (132 Einwohner) am Südufer des Flusses, und Huanchaca (98 Einwohner) am Hang oberhalb des Nordufers des Flusses.

## Geographie
Huanchaca liegt in den nördlichen Ausläufern der bolivianischen Cordillera Central und weist ein ausgeprägtes Tageszeitenklima auf, bei dem die mittlere Temperaturschwankung im Tagesverlauf deutlicher ausfällt als im Jahresverlauf.
Die Jahresdurchschnittstemperatur beträgt etwa 10 °C (siehe Klimadiagramm Oruro), die Monatswerte schwanken zwischen 6 °C im Juni/Juli und knapp 14 °C im November/Dezember. Das Klima ist semiarid, die monatlichen Niederschläge von April bis Oktober liegen unter 20 mm, nur von Dezember bis März fallen nennenswerte Niederschläge zwischen 65 und 75 mm im Monat.

## Verkehrsnetz
Huanchaca liegt in einer Entfernung von 320 Straßenkilometern nordwestlich von Potosí, der Hauptstadt des gleichnamigen Departamentos.
Von Potosí aus führt die Nationalstraße Ruta 1 in nordwestlicher Richtung über 109 Kilometer bis zur Ortschaft Ventilla. Dort zweigt eine unbefestigte Landstraße nach Nordosten ab und erreicht nach 33 Kilometern die Stadt Macha. Sie trifft dort auf die Ruta 6, die über Uncía und Llallagua in nordwestlicher Richtung nach Oruro führt. Vierzehn Kilometer hinter Llallagua zweigt eine unbefestigte Landstraße nach Nordosten ab und erreicht nach 39 Kilometern Caripuyo. Von dort sind es noch einmal 21 Kilometer in nordwestlicher Richtung bis Jankho Jankho. Am westlichen Rand von Jankho Jankho zweigt eine Nebenstraße in nördlicher Richtung ab, über die man nach 20 Kilometern Huanchaca erreicht.

## Bevölkerung
Die Einwohnerzahl des Ortes ist in dem Jahrzehnt zwischen den beiden letzten Volkszählungen deutlich zurückgegangen, für den Ortsteil Huayña Chaca von 199 auf 132 Einwohner, für den Ortsteil Huanchaca von 132 auf 98 Einwohner:
| Jahr | Einwohner         | Quelle       |
| ---- | ----------------- | ------------ |
| 1992 | keine Detaildaten | Volkszählung |
| 2001 | 199               | Volkszählung |
| 2012 | 132               | Volkszählung |
| 2024 |                   | Volkszählung |

Die Region weist einen deutlichen Anteil an Aymara-Bevölkerung auf, im Municipio Caripuyo sprechen 68,3 Prozent der Bevölkerung Aymara.